# James Noël

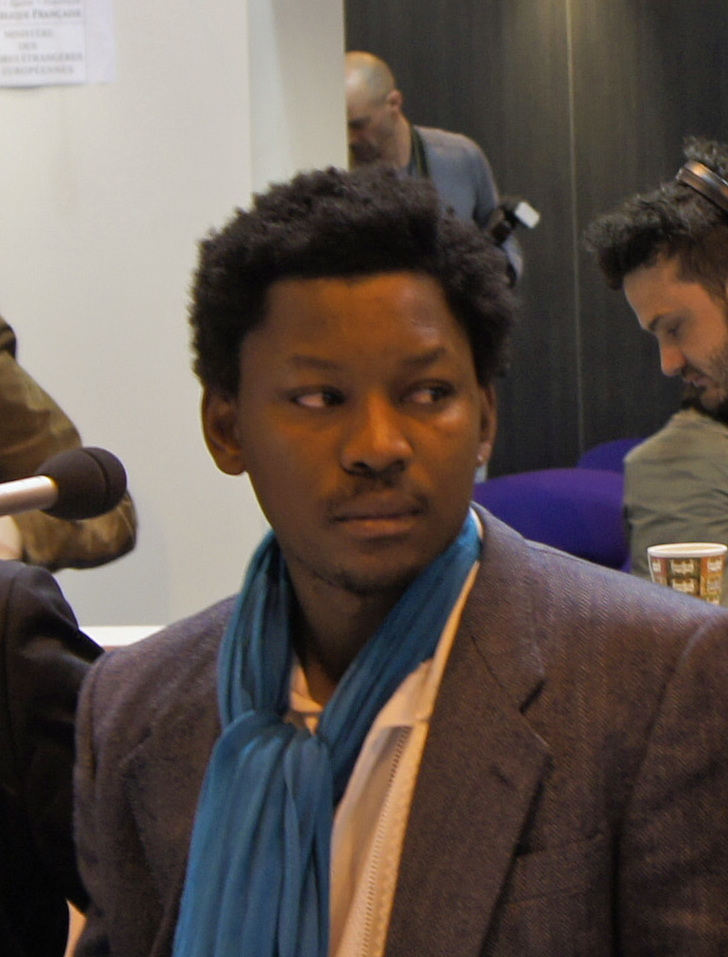
James Noël auf der Pariser Buchmesse 2012

James Noël (* 1978 in Hinche, Haiti) ist ein haitianischer Lyriker und Romancier. Er gilt als wichtigster zeitgenössischer Lyriker und einer der wichtigsten Autoren seines Landes.

## Leben
Noël hat rund ein Dutzend Bücher auf Französisch (Frankophonie) veröffentlicht, hauptsächlich Lyrik. Er ist Herausgeber einer Anthologie wichtiger haitianischer Lyriker. Eine Auswahl seiner Lyrik und sein erster Roman wurden auch ins Deutsche übersetzt. Viele seiner Gedichte wurden vertont.
2018 schrieb er einen offenen Beschwerde-Brief an US-Präsident Donald Trump, weil dieser Haiti als „Shithole-Country“ (Drecksloch-Land) bezeichnet hatte. 2020 entstand anlässlich des Todes von George Floyd ein Gedicht ihm zu Ehren.
2020 erhielt er den Internationalen Literaturpreis.
James Noël lebt in Port-au-Prince.

## Werke (Auswahl)
- Poèmes à couble tranchant, 2005, Lyrik
- Le sang visible du vitrier, 2009, Lyrik
- Le Pyroname adolescent, 2013, Lyrik
- Belle merveille, 2017, Roman (dt. Übers.: Was für ein Wunder, Trier 2020. ISBN 978-3-940435-32-3)